# Copa FGF
La Copa FGF, también conocida como Copa Federação Gaúcha de Futebol, es una copa creada por la Federação Gaúcha de Futebol, en que participan clubes gauchos, para mantenerlos activos durante el segundo semestre del año. El campeón de la competición tiene el derecho de elegir entre una plaza en el Campeonato Brasileño de Serie D o en la Copa de Brasil del año siguiente. El subcampeón se queda con la plaza restante.

## Palmarés
| Año  | Campeón       | Subcampeón        |
| ---- | ------------- | ----------------- |
| 2004 | Esportivo     | Gaúcho            |
| 2005 | Novo Hamburgo | Canoas            |
| 2006 | Grêmio        | Canoas            |
| 2007 | Caxias        | Brasil de Pelotas |
| 2008 | Pelotas       | Cerâmica          |
| 2009 | Internacional | Ypiranga          |
| 2010 | Internacional | Cerâmica          |
| 2011 | Juventude     | Lajeadense        |
| 2012 | Juventude     | Brasil de Pelotas |
| 2013 | Novo Hamburgo | São José          |
| 2014 | Lajeadense    | Guarani VA        |
| 2015 | Lajeadense    | Pelotas           |
| 2017 | São José      | Aimoré            |
| 2018 | Avenida       | Gaúcho            |
| 2019 | Pelotas       | São José          |
| 2020 | Santa Cruz    | São José          |
| 2021 | Glória        | Novo Hamburgo     |
| 2022 | São Luiz      | Passo Fundo       |
| 2023 | São Luiz      | São José          |
| 2024 | São José      | Ypiranga          |

## Títulos por equipo
| Equipo            | Campeón        | Subcampeón                 |
| ----------------- | -------------- | -------------------------- |
| Lajeadense        | 2 (2014, 2015) | 1 (2011)                   |
| Pelotas           | 2 (2008, 2019) | 1 (2015)                   |
| Novo Hamburgo     | 2 (2005, 2013) | 1 (2021)                   |
| Internacional     | 2 (2009, 2010) | 0                          |
| Juventude         | 2 (2011, 2012) | 0                          |
| São Luiz          | 2 (2022, 2023) | 0                          |
| São José          | 2 (2017, 2024) | 4 (2013, 2019, 2020, 2023) |
| Esportivo         | 1 (2004)       | 0                          |
| Grêmio            | 1 (2006)       | 0                          |
| Caxias            | 1 (2007)       | 0                          |
| Avenida           | 1 (2018)       | 0                          |
| Santa Cruz        | 1 (2020)       | 0                          |
| Glória            | 1 (2021)       | 0                          |
| Canoas            | 0              | 2 (2005, 2006)             |
| Cerâmica          | 0              | 2 (2008, 2010)             |
| Brasil de Pelotas | 0              | 2 (2007, 2012)             |
| Gaúcho            | 0              | 2 (2004, 2018)             |
| Ypiranga          | 0              | 2 (2009, 2024)             |
| Guarani VA        | 0              | 1 (2014)                   |
| Aimoré            | 0              | 1 (2017)                   |
| Passo Fundo       | 0              | 1 (2022)                   |

## Goleadores
| Año  | Jugador          | Club                | Goles |
| ---- | ---------------- | ------------------- | ----- |
| 2004 | Fernando         | Esportivo           | 13    |
| 2005 | -                | -                   | -     |
| 2006 | -                | -                   | -     |
| 2007 | Éder Machado     | Ypiranga de Erechim | 10    |
| 2008 | Lê               | Canoas              | 11    |
| 2009 | Lê               | Caxias              | 13    |
| 2010 | Guto             | Internacional       | 11    |
| 2011 | Paulinho Macaíba | Novo Hamburgo       | 12    |
| 2012 | Zulu             | Juventude           | 10    |
| 2013 | Thiago Santana   | Internacional       | 4     |
| 2014 | Gilmar           | Lajeadense          | 7     |
| 2015 | Heliardo         | São José            | 6     |
| 2017 | França           | Cruzeiro            | 7     |
| 2018 | Márcio Jonatan   | Soledade            | 10    |
| 2019 | Matheus          | Aimoré              | 9     |
| 2020 | Itamar           | Passo Fundo         | 6     |
| 2021 | Lucas Silva      | Aimoré              | 13    |
| 2022 | Michel           | Passo Fundo         | 11    |
| 2023 | Guilherme Garré  | Novo Hamburgo       | 5     |
| 2024 | Renê             | São José            | 6     |